# Haugtussa
Haugtussa är en kulle i Antarktis. Den ligger i Östantarktis. Norge gör anspråk på området. Toppen på Haugtussa är 1 134 meter över havet, eller 242 meter över den omgivande terrängen. Bredden vid basen är 1,8 km.
Terrängen runt Haugtussa är platt åt nordost, men åt sydväst är den kuperad. Trakten är obefolkad. Det finns inga samhällen i närheten.